# Colossendeis fragilis
Colossendeis fragilis is een zeespin uit de familie Colossendeidae. De soort behoort tot het geslacht Colossendeis. Colossendeis fragilis werd in 1993 voor het eerst wetenschappelijk beschreven door Pushkin. 